# Abadia de Säben

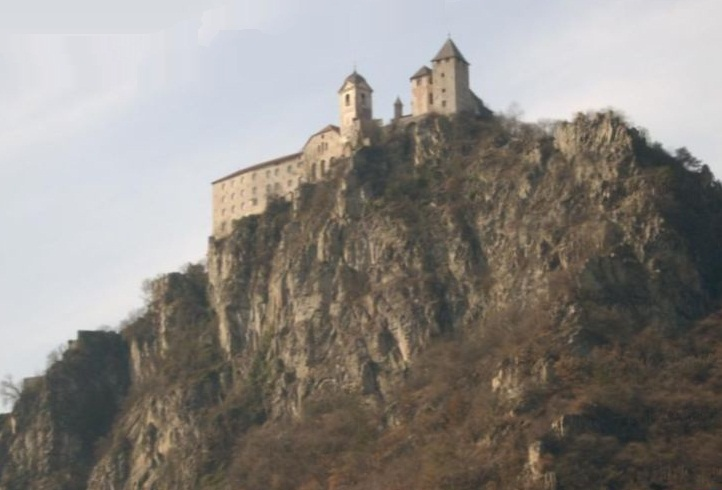
Abadia de Säben

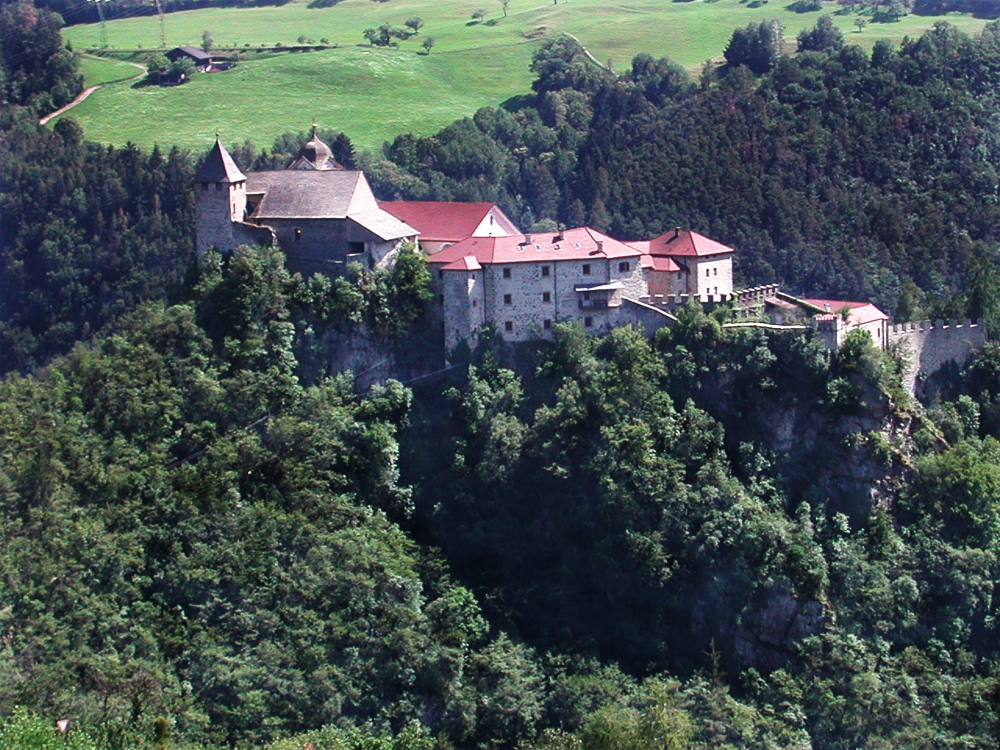
Vista aérea da Abadia de Säben

Abadia de Säben (em alemão:  Kloster Säben; em italiano:  Monastero di Sabiona) é um convento beneditino localizado perto de Klausen, no Tirol do Sul, norte da Itália. Foi estabelecido em 1687, quando foi estabelecido pela primeira vez pelas freiras da Abadia de Nonnberg em Salzburgo.

## História
Säben (em latim: Sabiona), situada na "montanha sagrada", foi durante séculos um centro de peregrinação e controlou um extenso recinto religioso. Situada acima da cidade de Klausen, a colina na qual foi construída já foi ocupada durante a Nova Idade da Pedra. No local do atual convento havia um antigo assentamento romano.
Entre o século 6 e cerca de 960, havia um bispado (episcopatus Sabiona) sentado aqui. A igreja "im Weinberg" data dessa época e seus restos foram escavados junto com um grande cemitério recentemente. O bispo Ingenuin foi documentado como participante do Sínodo de Grado em 579.
Em 13 de setembro de 901, o rei Luís, a Criança, concedeu ao bispo Zacarias a fazenda de Prichsna, que mais tarde se tornaria Bressanone, para a qual os bispos se mudaram sob o bispo Richbert (por volta de 960).
Säben mais tarde se tornou uma fortaleza dos bispos. Nos séculos XIV e XV, o Castelo de Säben (Burg Säben) era a sede dos juízes de Klausen e o centro da administração dos territórios do sul da Diocese de Brixen.
Uma comunidade de freiras beneditinas foi estabelecida aqui em 1686 pelo padre local, em um local no sopé da montanha. A igreja da abadia foi dedicada por Johann Franz, conde Khuen von Belasi, então bispo de Bressanone.
Embora o convento tenha sido saqueado repetidamente durante as guerras napoleônicas e despojado de seus bens durante a secularização em 1803, a comunidade sobreviveu embora em um estado empobrecido durante o século XIX até que gradualmente reviveu a partir de cerca de 1880, quando, durante o período do Kulturkampf em Na Alemanha (1871 – 1878), os monges da Abadia de Beuron estavam no exílio no condado de Tirol e estavam em contato com as freiras em Säben. Nesta época, novas instalações foram construídas nas ruínas do castelo na montanha. As freiras de Säben adotaram o modo de vida Beuronese, embora a abadia foi formalmente aceita na Congregação Beuronese da Confederação Beneditina apenas em 1974.